# Jaime Villamil Velasco
Jaime Rafael Villamil Velasco (Tarija, 25 de octubre de 1964) es un exfutbolista y entrenador boliviano. Como jugador, se desempeñaba como delantero. Sus hijos Gabriel, Jaime y Sergio Villamil también son futbolistas.
Se inició profesionalmente en Ciclón de su natal Tarija.

## Clubes

### Como jugador
| Club                    | País    | Año         |
| ----------------------- | ------- | ----------- |
| Ciclón                  | Bolivia | 1985 - 1988 |
| Litoral                 | Bolivia | 1989        |
| Ciclón                  | Bolivia | 1990        |
| San José                | Bolivia | 1991 - 1992 |
| Oriente Petrolero       | Bolivia | 1993        |
| Universitario de Tarija | Bolivia | 1994        |